# Geostachys primulina
Geostachys primulina är en enhjärtbladig växtart som beskrevs av Henry Nicholas Ridley. Geostachys primulina ingår i släktet Geostachys och familjen Zingiberaceae. Inga underarter finns listade i Catalogue of Life.